# Kaderna
Kaderna – wieś w Estonii, w prowincji Hiuma, w gminie Emmaste.